# Чеджу (город)
Чеджу́ (кор. 제주시?, 濟州市?, Jeju-si) — столица Особой автономной провинции Чеджу, Республика Корея и самый крупный город на острове Чеджудо. Международный аэропорт (IATA код CJU).
Город знаменит игорным бизнесом. Крупный туристический центр. Ежегодно Чеджу посещают 4 миллиона туристов, главным образом из Кореи, Японии и Китая.

## История
Территория современного города играла важнейшую роль в Чеджу с начала письменной истории. В старой части Чеджу расположен главный храм острова — Самсонхёль. Его окружает просторный двор, в центре которого в земле имеется впадина. По легенде, именно здесь трое полубогов — Ко, Бу и Ян — спустились с небес и поделили остров на три части, пустив по стреле. Каждый получил во владение ту часть острова, на которую упала его стрела. Сразу же после этого из морских вод вышли три девушки, давшие начало трем родам. Каждый год 10 апреля, 10 октября и 10 декабря члены трех родов собираются, чтобы почтить память предков и попросить их о благословени.
В 1901 году в городе произошла кровавая резня католиков.
Начало развития современного города принято относить к 1970-м годам. Новый Чеджу (신제주) был построен позднее, вдоль холма, включая аэропорт и государственные учреждения. Если раньше отличительной чертой городского пейзажа считалась тростниковая крыша, то сейчас она практически полностью исчезла.
Город был отделен от Пукчеджу в 1955 году. В 2005 году в провинции Чеджу началась кампания за объединение города с уездом Пукчеджу, а также Согвипхо с уездом Намчеджу для создания двух крупных городских агломераций, напрямую подчиненных властям провинции. Это изменение вступило в силу в июле 2006 года.

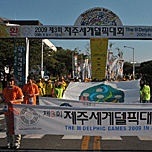
III Дельфийские игры (III Delphic Games) — 2009 год. Парад на улицах столицы острова Чеджудо

С 9 по 15 сентября 2009 года под девизом «В гармонии с природой» в Чеджу проходили Третьи международные Дельфийские игры, в адрес которых из Санкт-Петербурга поступило приветствие от Елены Образцовой.
К 15-ти летию создания Международного Дельфийского совета впервые была введена водная церемония у Кастальского источника в Дельфах / Греция, в которой принимал участие генеральный секретарь МДС.
Во время праздничного открытия Третьих Дельфийских игр вода, привезённая из Дельф, была торжественно смешана с водой, собранной на горе Халласан и в других частях острова Чеджудо.
Этот ритуал стал символом связи античных традиций с современными идеями культурного диалога и взаимопонимания между разными народами планеты.
Во время X Сессии Международного Дельфийского Совета (Дельфы, 2012) руководители МДС торжественно вручили официальным представителям Южной Кореи специальную награду для города Чеджу «Polis Award 2012» за проведение водной церемонии впервые в истории современных Дельфийских игр.

## География

### Климат
| Чеджу, Республика Корея (1971-2000): средние метеорологические показатели |      |      |      |      |      |       |       |       |       |      |      |      |        |
| Месяц                                                                     | Янв  | Фев  | Мар  | Апр  | Май  | Июн   | Июл   | Авг   | Сен   | Окт  | Ноя  | Дек  | За год |
| Средн. макс. °C                                                           | 8.3  | 8.9  | 12.2 | 17.3 | 21.3 | 24.7  | 28.8  | 29.5  | 25.6  | 21.1 | 15.8 | 10.9 | 18.7   |
| Средн. мин. °C                                                            | 3.0  | 3.1  | 5.6  | 9.8  | 13.9 | 18.2  | 23.0  | 23.8  | 19.7  | 14.5 | 9.4  | 5.0  | 12.4   |
| Осадки мм                                                                 | 63.0 | 66.9 | 83.5 | 92.1 | 88.2 | 189.8 | 232.3 | 258.0 | 188.2 | 78.9 | 71.2 | 44.8 | 1457.0 |
| Источник: 4 января 2010 года                                              |      |      |      |      |      |       |       |       |       |      |      |      |        |

## Города-побратимы
Чеджу является городом-побратимом следующих городов:
- Вакаяма, Япония
- Аракава, Япония
- Беппу, Япония
- Санда, Япония
- Гуйлинь, КНР
- Янчжоу, КНР
- Сучжоу, КНР
- Яньтай, КНР
- Хуньчунь, КНР
- Лас-Вегас, США
- Санта-Роза, США
- Руан, Франция

## Видеоматериалы
- Дельфийские игры — что это?
- Олимпия & Дельфы — Игры для спорта и культуры (англ.)
- Церемония (англ.)
- Водная церемония в Дельфах и III Дельфийские игры 2009 (англ.)